# Alexander Johannes
Alexander Karl Ernst Johannes (* 29. September 1834 in Cochstedt; † 27. Dezember 1903 in Berlin) war ein preußischer Generalleutnant.

## Leben

### Herkunft
Alexander war ein Sohn des preußischen Oberst Karl Friedrich Johannes (1800–1860) und dessen Ehefrau Louise, geborene Engelbrecht. Der preußische Generalmajor Hugo Johannes (1831–1907) war sein älterer Bruder.

### Militärkarriere
Nach seiner Erziehung im elterlichen Hause sowie in den Kadettenhäusern in Potsdam und Berlin wurde Johannes am 2. April 1851 als Fähnrich dem 15. Infanterie-Regiment der Preußischen Armee überwiesen. Er avancierte bis Mitte Dezember 1852 zum Sekondeleutnant, war 1855/57 als Adjutant des Landwehr-Bataillons in Paderborn kommandiert und stieg Mitte September 1860 zum Premierleutnant auf. Ende Februar 1861 folgt seine Versetzung in das 6. Westfälische Infanterie-Regiment Nr. 55. Während des Krieges gegen Dänemark war er 1864 Kompanieführer beim Ersatz-Bataillon, ohne jedoch in Kampfhandlungen verwickelt gewesen zu sein. Als Hauptmann und Kompaniechef nahm Johannes zwei Jahre später während des Deutschen Krieges an den Kämpfen bei Dermbach, Kissingen, Laufach und Aschaffenburg teil. Bei Tauberbischofsheim wurde er am rechten Ohr leicht verwundet und für sein Wirken während des Krieges mit dem Roten Adlerorden IV. Klasse mit Schwertern ausgezeichnet.
Nach dem Krieg folgte Ende Oktober 1869 seine Versetzung in das Holsteinische Infanterie-Regiment Nr. 85 nach Rendsburg. Johannes nahm 1870/71 am Krieg gegen Frankreich teil, wurde mit dem Eisernen Kreuz II. Klasse ausgezeichnet und nach dem Friedensschluss am 12. Dezember 1874 als Major dem Regiment aggregiert. Zum 1. Januar 1875 versetzte man ihn als etatsmäßigen Stabsoffizier in das 6. Ostpreußische Infanterie-Regiment Nr. 43 nach Königsberg. Daran schloss sich ab dem 1. Dezember 1878 eine Verwendung als Kommandeur des I. Bataillons im 7. Pommerschen Infanterie-Regiment Nr. 54 in Kolberg an. Mitte September 1881 avancierte er zum Oberstleutnant und trat 1883 zum Regimentstab über. Unter Beförderung zum Oberst wurde Johannes am 22. März 1886 zum Kommandeur des 4. Großherzoglich Hessischen Infanterie-Regiments (Prinz Carl) Nr. 118 in Mainz ernannt. Mit der Beförderung zum Generalmajor wurde Johannes am 16. Februar 1889 als Kommandeur der 24. Infanterie-Brigade nach Neiße versetzt und in dieser Eigenschaft durch Großherzog Ludwig IV. im Oktober 1889 mit dem Komturkreuz II. Klasse des Verdienstordens Philipps des Großmütigen sowie mit dem Roten Adlerorden II. Klasse mit Eichenlaub und Schwertern am Ringe ausgezeichnet. Unter Verleihung des Charakters als Generalleutnant stellte man ihn Genehmigung seines Abschiedsgesuches mit Pension zur Disposition. Nach seiner Verabschiedung lebte Johannes bis 1893 in Görlitz und verzog anschließend nach Berlin, wo er 1903 starb.

### Familie
Johannes war mit Ernestine Hedicke verheiratet. Aus der Ehe ging der Sohn Max (1864–1897), der zuletzt als Premierleutnant im Füsilier-Regiment „Prinz Heinrich von Preußen“ (Brandenburgisches) Nr. 35 stand, sowie eine Tochter hervor.